# Юрченко, Григорий Петрович
Григорий Петрович Юрченко (род. 1937 год, Витебск) — советский казахстанский инженер и политик, в 1992—1994 годах — аким Джезказганской области.

## Биография
Окончил Омский машиностроительный институт в 1961 году (специальность «инженер-механик») и Высшую партийную школу г. Алма-Ата в 1974 году. Работал на Балхашском медеплавительном заводе электромонтёром, инженером, инженером-технологом и заместителем начальника ремонтно-механической базы. Председатель Балхашского горисполкома, с 1972 по 1988 годы заместитель председателя исполкома Джезказганского областного Совета народных депутатов.
С 1988 по 1992 годы — председатель Совета федерации профсоюзов Джезказганской области, с 1992 по 1994 годы — аким Джезказганской области (глава Джезказганской областной администрации) Республики Казахстан. После отставки в июне 1994 года работал в Республиканском государственном предприятии «Жезказганредмет», а в 1996 году вышел на пенсию и эмигрировал в Россию.
Кавалер ордена Трудового красного знамени, дважды награждён орденом «Знак Почёта». Увлекался театром: в 1964 году на сцене Дворца культуры «Металлург» г. Балхаш Юрченко сыграл главную роль в спектакле «Степное зарево»